# Abu Hail
Abu Hail è un quartiere di Dubai. Abu Hail si trova nella regione di Deira.
La località è in gran parte residenziale e confina con le frazioni di Al Waheda a est, Hor Al Anz verso sud e Al Baraha a ovest.